# Geschiedenis tramlijnnummersystematiek Wenen

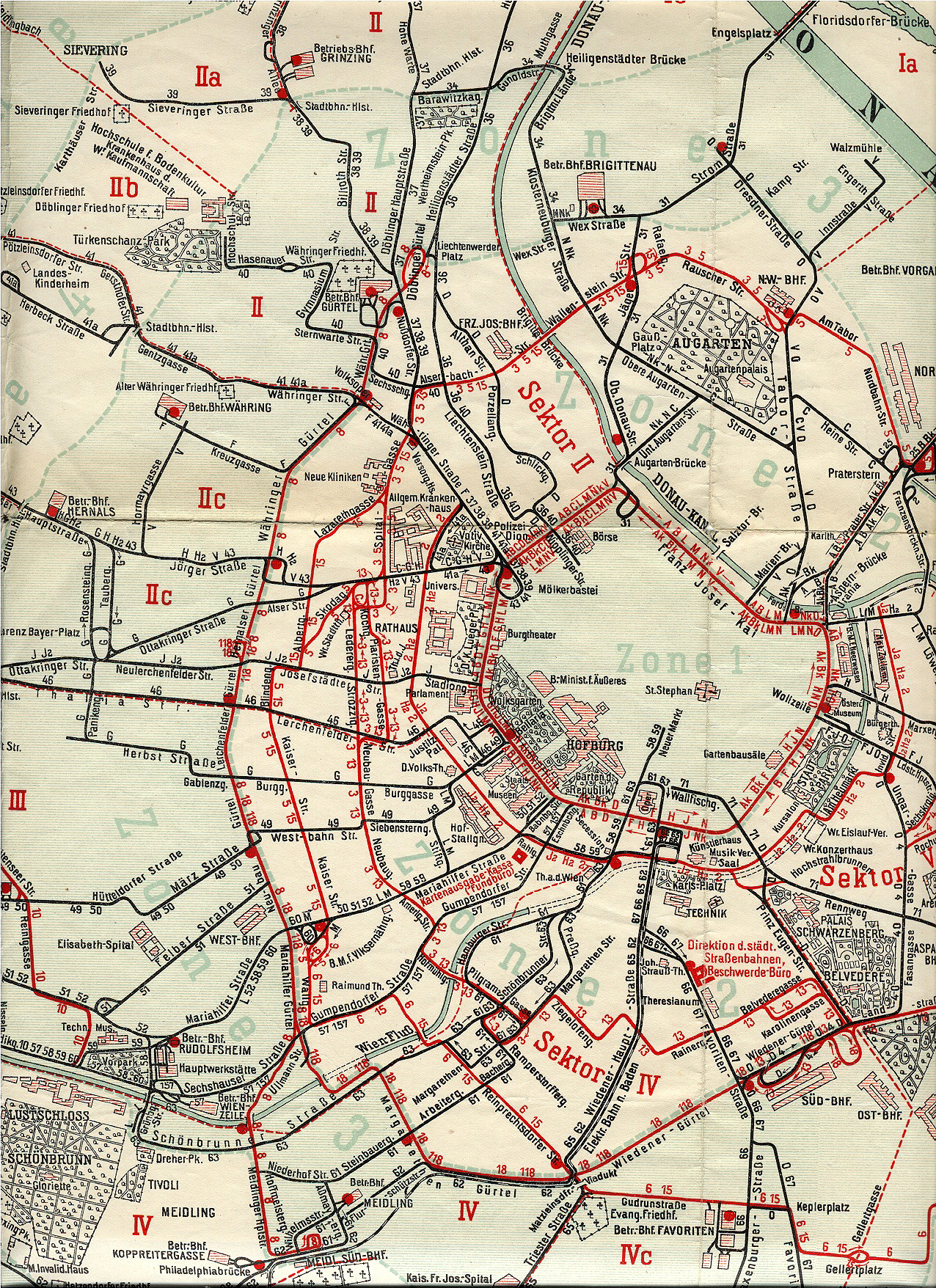
Detail van een tramnetkaart van Wenen uit 1922 met een weergave van alle tramlijnen

In de Oostenrijkse hoofdstad Wenen is jarenlang (en tot op heden) een zeer doordacht systeem in gebruik geweest dat op een logische, systematische manier de aanduiding van tramlijnen regelde.
Door de vele wijzigingen van de laatste jaren is het systeem enigszins aan inflatie onderhevig en zijn er enkele nieuwe lijnen gekomen die niet voldoen aan deze, in 1907 ingestelde, systematiek.

## Periode voor het lijnnummersysteem
Voor 1907 was er geen sprake van een eenduidige nummering of aanduiding van tramlijnen en dit leidde tot irritatie bij het publiek als tramlijnen wijzigden. De enige aanduiding die tot die tijd werd gebruikt waren zogenaamde ‘Hieroglyphen’.
Dit waren symbolen, pictogrammen, van een bepaalde kleurencombinatie per tramlijn. Zo werden ruitjes in blauw en wit, rondjes in rood en groen, vierkantjes in blauw en geel etc. gebruikt. Dit leidde tot chaos en onbegrip omdat er voor 1907 in Wenen al zeker 100 tramlijnen waren.
Het ontwerp van de systematiek was logisch opgesteld en kon zich honderd jaar later nog handhaven omdat rond 1907 de basisstructuur van het Weense tramnet al zodanig was dat wijzigingen en uitbreidingen nadien geen invloed hadden op die systematiek. 

## Het systeem
Alle tramlijnen werden in drie categorieën ingedeeld. 
- ’’Radiallinien’’: dit zijn lijnen die heen en weer rijden tussen het centrum en een daarbuiten gelegen eindpunt;
- ’’Tangentiallinien’’: lijnen die in een cirkelvorm rond het stadscentrum rijden en
- ’’Durchgangslinien’’: een combinatie van een (deel van een) radiale met een tangentiale lijn. Voorbeeld: lijn J rijdt over de route van de lijnen 45, 1 en 75.

(Lijnen door het stadscentrum bestonden in Wenen niet, slechts enkele honderden meters tramlijnen staken de ‘’Ring’’ over.)

## Radiale lijnen

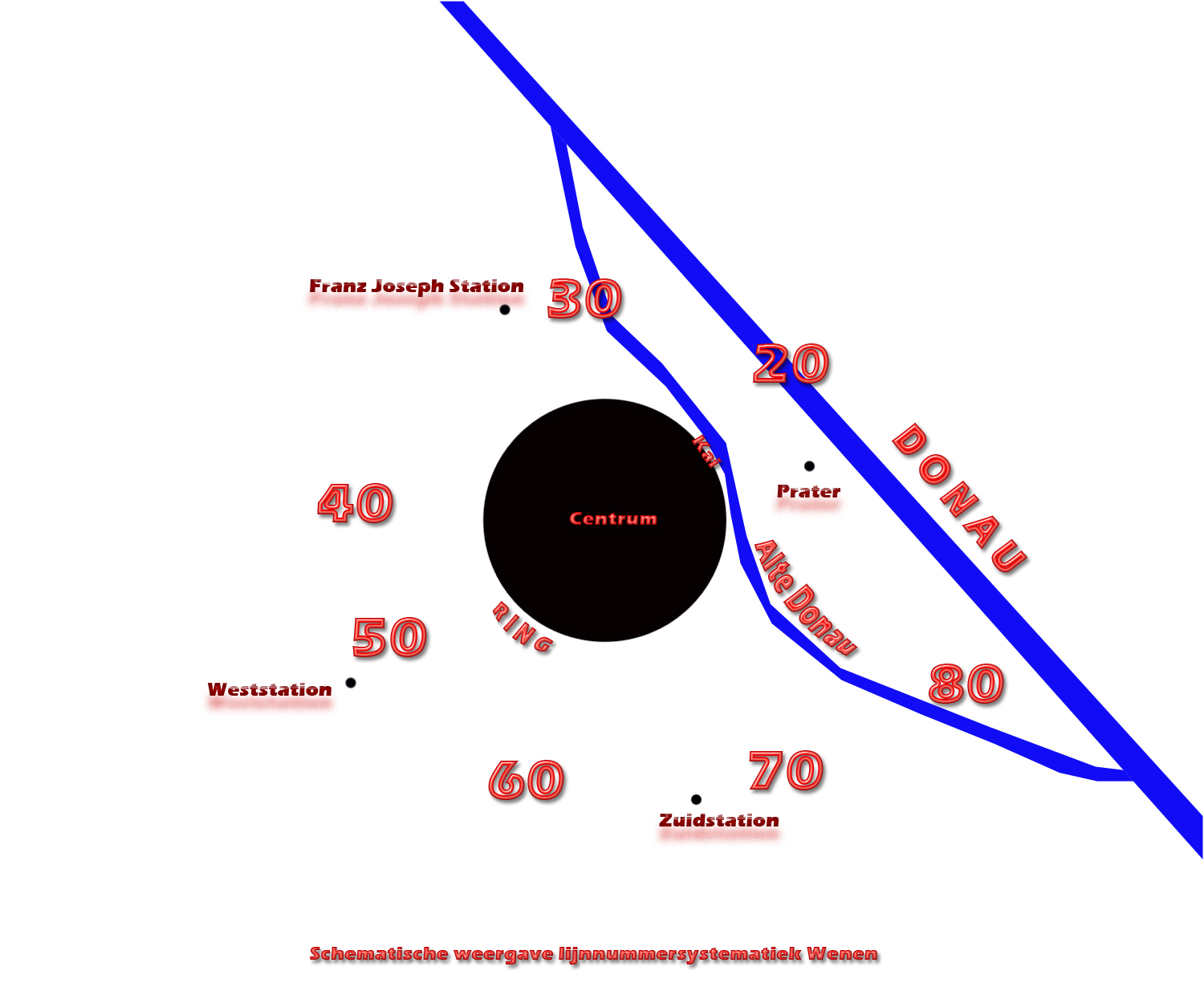
Schematische weergave van de lijnnummersystematiek in Wenen

Deze lijnen kregen de nummers 21 tot en met 83 toebedeeld. De nummering werd zodanig ingedeeld dat de lijnen naar het noordoosten (‘’Praterstraße’’) van de stad met 21 begonnen en hoger werden tegen de wijzers van de klok in. Lijnnummers vanaf 40 naar het noordwesten, 60 naar het zuidwesten en 80 naar het oosten etc.
Lijnen die vanaf de ‘’Ring’’ een groot gedeelte dezelfde route reden maar later afbogen van die stamlijn kregen een 1, 2 of 3 voor het stamnummer. Zo ontstonden bijvoorbeeld 231 en 317.
De lijnnummers 23, 30, 76 en 83 kwamen niet in gebruik omdat die geplande tramlijnen niet werden aangelegd.

## Tangentiale lijnen
Voor deze lijnen werden de nummers 1 tot en met 20 gereserveerd. De nummers vanaf 11 werden pas ná 1910 toebedeeld aan uitbreidingen van de tangentiale lijnen. De nummers werden hoger naarmate de lijn meer van de ‘’Ring’’ af lag. Zo zou de lijn over de ‘’Ring’’ 1 zijn maar omdat er geen tramlijn (tot 1985) was die de hele ‘’Ring’’ rondreed kwam er geen lijn 1. De tweede ring rond de binnenstad noemde men de ‘’Zweierlinie’’.

## Doorgangslijnen
Voor deze lijnen werden letters gebruikt, soms met toevoeging van een index: een nummer of een letter. Ook hier hanteerde men een strikte logica. Lijnen die beginnen met een A werden vanaf de ‘’Praterstraße’’ oplopend tegen de richting van de klok in ingedeeld. Lijnen A tot en met O waren lijnen die op werkdagen reden terwijl P tot en met W voor lijnen die op zon- en feestdagen reden, werd gebruikt. 
Ondanks de strenge systematiek maakte men direct een fout. De doorgangslijn G reed over de radiale 44 en de doorgangslijn H over de radiale 43. (Dit moet dus G > 43 en H > 44 zijn, een fout die nooit werd hersteld.)
Om verwarring te voorkomen werden de letters I en Q niet gebruikt, voor X, Y en Z was allereerst geen lijn meer over. 
De indexen hadden het volgende nut.
Lijnen die de ‘’Ring’’ bereden en via de ‘’Ring’’ weer terug naar het oorspronkelijke eindpunt kregen de index K als zij ‘’Kai - Ring’’ reden en R als zij ‘’Ring - Kai’’ reden.
Dus EK of ER. Doorgangslijnen zonder index rijden over een gedeelte van de ‘’Ring’’. 
Na 1910 ontstonden andere indexen als toevoegingen. Een voorbeeld hiervan zijn de lijnen E2, H2 en J2 die tot in de jaren 1970 lijn E, H en J via de zogenaamde ‘’Zweierlinie’’ bereden.
Zo ontstonden in 1907 AK, AR, BK, BR, CA, CT, D, EK, ER, F, G, H, J, K, L, M, N, O, P, R, S, TK en TR.
Omdat er ook veranderingen in het lijnennet werden doorgevoerd die op het oog niet binnen het systeem pasten, kwamen er lijnen met aanduidingen als W4 of S18. (Een bewijs dat het wel past.)

## Aanduiding
De manier waarop lijnen op de trams in Wenen werden aangeduid heet ’’Besteckung’’. Alle lijnaanduidingen werden uit zwart blik gestanst. Dit zwarte blik werd boven op de trams voor een melkglazen ronde ruit geklemd waarachter een lampje was aangebracht. Op die manier was zowel overdag en ’s avonds sprake van maximale leesbaarheid van de lijnnummers en -letters. De leesbaarheid was ook ideaal omdat het zwarte blik gen licht reflecteerde. Deze blikken signalen werden pas bij de komst van de latere series motorwagens niet meer toegepast. Dit leidde tot onsuccesvolle protesten bij het publiek.

## Wit
Een melkglaasje zonder verdere aanduiding werd ook gebruikt. Het gaat dan om een veelvoud aan verschillende aanduidingen waarbij de ‘’normaalste’’ die is waarbij er een gebrek was aan de juiste blikken aanduiding (bijvoorbeeld in de Tweede Wereldoorlog.)
Vooral ‘’voorlopers’’ of versterkingswagens, dat zijn tramwagens op een bepaalde lijn die voor de reguliere dienstwagens dienstdoen, werden in wit gereden. De toepassing van een wit signaal leidde bij het publiek tot veel verwarring vooral op lijngedeeltes waar meerdere lijnen reden. Een reden voor de conducteur om luid de juiste lijn om te roepen. 
Sinds de jaren 1960 liep de toepassing van wit terug en in 1969 werd besloten wit niet meer toe te passen. Daarna ontstonden, vooral voor eerste dienstwagens die van de remise naar hun beginpunt reden - het publiek mocht deze lijnen gebruiken - combinaties als 45/46, 62/8 en 75/78. 

## Doorstrepingen
Vanaf het begin van de blikken aanduidingen waren deze uitgevoerd met een verschuifbaar, ook zwart, balkje waarmee de aanduiding kon worden doorstreept.
De bedoeling hiervan was dat de passagier begreep dat de aangeduide lijn niet de gehele route bereed en voor het normale eindpunt keren zou. Ook dit waren vaak versterkingslijnen maar de aanduiding werd ook wel gebruikt om vertragingen op te vangen. 
Het doorstrepen van aanduidingen is wereldwijd op deze manier toegepast. In de Verenigde Staten waren rolfilms met een witte of rode balk door de aanduiding veelvuldig. In Duitsland was vooral de toevoeging E (van ‘’Ersatz’’) van toepassing.
Ook voor het veranderen van indexen was een balkje toegevoegd. Zo kon vrij makkelijk van een K een R worden gemaakt of deze kon geheel worden bedekt. Een wisseling van een voorzet 1 of 2 kon met een speciaal gefabriceerde verandering worden toegepast zodat lijn 217 eenvoudig 317 kon worden.

## Blauw en zebra
Een van de weinig universeel begrepen aanduidingen uit de tijd van de ‘’Hieroglyphen’’ was het voeren van een blauw signaal. Dit duidde op ‘’laatste tram’’ (van die dag op die bewuste lijn). Deze aanduiding is tot 1995 in gebruik gebleven. 
Een andere traditie was het voeren van een zogenaamd ‘’Zebrasignal’’. Dit duidde een reguliere tramlijn aan die een afbuiging maakte ten behoeve van een groot evenement of tentoonstelling. Zo werden de lijn en 6 en 71 met zo’n signaal toegerust om ritten naar respectievelijk de centrale begraafplaats of het stadion aan te duiden.

## Veranderingen en wijzigingen
Met ’’Hunderterlinien’’ werden lijnen bedoeld die aftakkingen van de oorspronkelijke lijn of aansluitingen daarop waren. Het waren vooral vroegere stoomtramlijnen. Voorbeelden zijn de opgeheven lijnen 121 en 231. Aansluitingen waren de lijnen 260 en 360 van lijn 60.
Na 1910 werden de lijnnummers 11 tot en met 18 pas toegewezen. 19 en 20 bleven vrij. De toepassing van deze nummers gebeurde met de redenering dat sommige tangentiale lijnen wel zeer lang waren en op bepaalde delen van hun traject versterkt moesten worden. Deze versterking reed dan ook nog een stukje verder dan de stamlijn, bijvoorbeeld naar een belangrijk station. De combinaties 3 en 13, 5 en 15 en 8 en 18 werden ingesteld.
De beide tangentiale lijnen boven de Donau, ’’transdanubische Linien’’ genoemd, kregen de nummers 16 en 17.
- Veranderingen bij de indexen

Omdat de toevoegingen van indexen op praktische gronden problemen opriepen en daarom beter vereenvoudigd konden worden, werd vanaf 1913 de index R bij de doorgangslijnen afgeschaft. Dit vereenvoudigde de aanduiding want de toevoeging K bleek volgens het publiek duidelijk genoeg. Toen de lijn 24 en 25 een aantal jaren de ‘’Ring’’ gingen berijden kwam het gebruik van de indexen K en R weer voor, echter voor zeer korte tijd.
De tweede verandering was de (al genoemde) toevoeging van een index 2 voor tramlijnen die de ‘’Zweierlinie’’ bereden en daarvoor en daarna radiale lijnen gebruikte. Zo duidde H2 op een combinatie van de lijnen 43, 2 en 78.
- ’A’-lijnen

Ondanks de vooruitziende blik van de bedenkers van dit systeem kon men in 1907 niet vermoeden dat er later 3 tramlijnen in dienst werden gesteld die zich moeilijk in het systeem lieten passen. Deze lijnen kregen een toevoeging A en het nummer van de lijn waarlangs zij het dichtst liep. Zo ontstonden de lijnen 42A, 41A en 45A. Deze laatste lijn werd later 48.
Lijn 41A was van deze drie lijnen het langst in bedrijf: tot 1965. Omdat in die tijd ook lijn E2 de hele dag vanaf de ‘’Zweierlinie’’ de 41A bereed kon deze vervallen. Toen echter in de jaren 1980 de ‘’Zweierlinien’’ ten gunste van de metro (lijn U2) werden opgeheven kreeg dit stuk het nummer 40 omdat de toevoeging A op dat moment alleen door buslijnen mocht worden gebruikt; lijn 41 was in dit geval logischer geweest.

## Bijzondere aanduidingen
- De lijnen Z en Z8

Het korte bestaan van lijn Z, ze ging in 1909 al over op 59, als lijn die een heel klein stukje van de ‘’Zweierlinie’’ bereed kan verder worden overgeslagen.
Z8 stond voor een lijn die tussen 1924 en 1925 over de lijnen 8 en 36 reed. De route was bedoeld om de enorme passagierstoestroom van het ‘’Westbahnhof’’ naar het stadion van ‘’First Vienna Football Clubs’’ te ondervangen. In de jaren 1950 werd deze lijn nog enkele keren in ere hersteld en werd toen als 8/36 aangeduid.
- Lijnen met de letter C

De aanduidingen CA en CT waren zeldzaam en er bestond een lijn VC. Deze lijn, die uit een besparingsoverweging door het opheffen van lijn C in 1918 ontstond, was een lijntje dat aftakte van lijn V en een gedeelte van de oude lijn C bereed. Al in 1919 was deze besparingsmaatregel niet meer nodig en werd lijn C hersteld.
In 1935 kwam een lijn C5 in dienst. Deze lijn reed alleen ’s avonds enkele ritten en bestond uit een lijn die van lijn C over ging op 5 in de richting van de remise van lijn C.
- Lijn 1

Tot 1981 was er in Wenen geen tramlijn die de gehele ‘’Ring’’ bereed. In de jaren 1914 tot 1923 bestond er in de weekends een lijn 1 die van de ‘’Schottentor’’ naar lijn 71 reed en daarmee naar de centrale begraafplaats. 
In 1981 werden twee lijnen ingesteld die de hele ‘’Ring’’ rond reden en één daarvan werd lijn 1.
- De lijnen 11 en 12

Nog voordat de tangentiale lijn extra nummers zouden krijgen (van 11 tot en met 20) bestonden er tussen 1910 en 1916 lijnen 11 en 12.
Deze lijnen bedienden de enorme toeloop van publiek naar de paardenrennen in ‘’Freudenau’’. Bij deze renbaan was een keerlus aangebracht die zeer groot was.
- De lijnen 81 en 82

Verder onsystematisch was de inzet van lijn 81 en 82. Ook deze reden naar de paardenrenbaan maar vanuit andere delen van de stad. Deze lijnen kregen deze nummers omdat ze ‘over’ waren. De 1 sloeg op het feit dat deze lijn de ‘’Ring’’ gedeeltelijk bereed; de 2 op het berijden van de ‘’Zweierlinie’’. Lijn 81 hield het tot 1951 vol en werd daarna 181. 
- Lijn G

Het bijzondere aan deze lijn was het feit dat zij de lijnen 44 met 48 verbond en zichzelf onderweg zelf kruiste. Door de bouw van nieuwe tramsporen kon lijn G in 1922 verdwijnen.
- De lijn 12 en 14 ’’Bahnhofsrundlinien’’

Omdat Wenen een stad is zonder centraal station bestond de behoefte alle bestaande spoorwegstations met elkaar te verbinden. Dit werden twee echte ringlijnen die pas in 1944 de nummers 12 en 14 kregen. Lijn 12 reed de route ‘’Nordbahnhof - Franz Josefs-Bahnhof-Westbahnhof-Südbahnhof-Bahnhof Hauptzollamt - Nordbahnhof’’  en lijn 14 in omgekeerde richting. Deze lijnen reden met een wit schild; 12 en 14 waren dus administratieve nummers. Deze lijnen werden in 1945 opgeheven en pas in 1986 ontstond, met de instelling van de lijnen 1 en 2 weer een tramlijnenpaar als ringlijn dat tegen elkaar in reed.
- Lijn 18G

In de tijd van de grote bouwmeester Otto Wagner was een van het overige verkeer geheel gescheiden gehouden sneltramlijn ontworpen die de derde ‘’Ring’’ rond Wenen, de zogenaamde ‘’Gürtel’’, verbond met het ‘’Südbahnhof’’. Dit project kwam echter niet geheel van de grond en er kwam een tramlijn in dienst die een gedeelte van de wel gebouwde sneltram via straatverkeer, over feitelijk dezelfde route, bereed. Ze was een combinatie van tramlijn 18 met ‘’Stadtbahnlinie’’ G naar ‘’Heiligenstadt’’. Zo ontstond een tramlijn die heden zeer tot de verbeelding spreekt (zie bijvoorbeeld RandstadRail).
- Versterkingslijnen met een index K en R

De indexen K en R zijn ook gebruikt voor nieuwe lijnen die het verkeer tussen de ‘’Praterstraße’’ en de badhuizen en openluchtbaden aan de Oude-Donau via de ‘’Ring’’ verzorgden. Dit werden de lijnen 24K en 24R, in dienst tussen 1938 en 1945 en 25K en 25R. De toevoeging van een index K of R had dezelfde bedoeling als bij de ‘’Durchgangslinien’’.

## DeBruchstrichlinien
‘’Bruchstrichlinien’’ zijn alle lijnen die aangeduid worden met een getal, een breukstreepje en een tweede getal, bijvoorbeeld lijn 31/5. Deze lijnen, vaak van een tijdelijk karakter om bepaalde grote vervoersstromen op te vangen, kwamen er vanaf 1928. Ze waren uitsluitend spitsuurtramlijnen. De eerste ‘’Bruchstrichlinie’’ was lijn 31/5 die gedeeltes van de lijnen 31 met 5 combineerde. In 1996 werd deze lijn als dagelijkse lijn ingesteld omdat lijn 32 werd opgeheven wegens parallelverkeer met de nieuwe metrolijn U6. De nummering werd toen later 33.
Voor de Tweede Wereldoorlog kwamen nog de lijnen 38/5, een zondagslijn, en 8/49, een spitsuurlijn, in dienst.
Na de Tweede Wereldoorlog werd de betekenis van de ‘’Bruchstrichlinien’’ opgerekt en kregen sommige een meer permanent karakter. Een bekend voorbeeld is lijn 37/40 die via de ‘’Gürtel’’ beide uiteinden van de lijnen 37 en 40 met elkaar verbond. Deze lijn was nodig omdat delen van het tramnet door oorlogsschade verwoest waren en prioriteit moest worden gesteld bij het herstellen van de schades. Lijn 37/40 reed dagelijks van 1948 tot 1952.
Andere lijnen die als ‘’Bruchstrichlinien’’ golden en slechts enkele dagen of jaren 1 à 2 maal per dag reden waren: 45/46, 60/62, 62/8, 75/78, 10/58 en 25/26.

## Ontwikkelingen na 1980
- Opheffing ‘’Zweierlinien’’

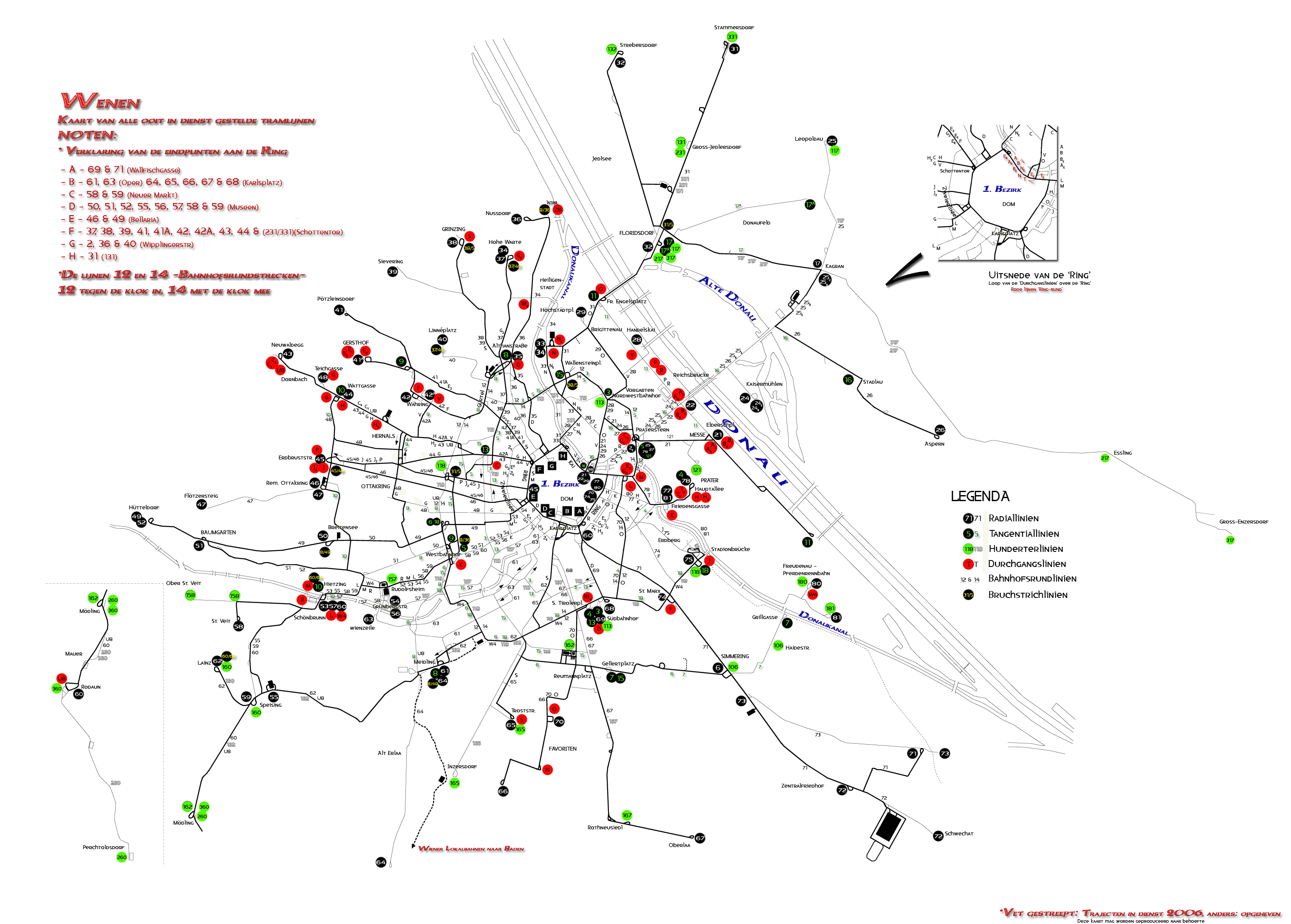
Weergave van alle ooit in Wenen in dienst gestelde tramlijnen op basis van het huidige (2006) tramnet (in dikke zwarte strepen)

Het jaar 1980 is daarom een breek- en keerpunt in de ontwikkeling van het Weense tramnet omdat de opheffing van de ‘’Zweierlinie’’ ten gunste van metrolijn U2 een grote opheffingsgolf bij de tramlijnen inluidde. Net zo snelle en directe tramverbindingen werden vervangen door een metrolijn die alleen via overstappen voor het bereiken van stadswijken rond de ‘’Gürtel’’ gebruikt kon worden. 
De ‘’Durchgangslinien’’ E2, G2 en H2, die aan beide kanten 3, dus 6 in totaal, wijken rechtstreeks met elkaar via de ‘’Zweierlinie’’ verbonden werden opgeheven. Het opheffen veroorzaakte ook dat opstoppingen op de ‘’Ring’’ niet konden worden opgevangen door een uitwijkmogelijkheid die de ‘’Zweierlinie’’ ook als functie had.
Indien de strenge systematiek doorgevoerd was had men in 1980 de verbinding die lijn O overnam van lijn E2 naar lijn 79 de aanduiding O2 moeten geven omdat deze lijn O de ‘’Ring’’ niet meer aandeed.
- De nieuwe lijn N

Deze lijn is de enige ‘’Durchgangslinie’’ die na de Tweede Wereldoorlog in dienst is genomen. Zij ontstond omdat de opheffing van de ‘’Zweierlinien’’ veroorzaakte dat de lijnen 29 en 78 geen directe verbinding meer met elkaar hadden. Voor de ingebruikname moest een nieuwe spoorverbinding worden aangelegd door de ‘’Uraniastraße’’ en de ‘’Radetzkystraße’’, een stukje spoor dat in 1972 was opgeheven en opgebroken.
- Opheffing van de klassieke ‘’Ring-rund-Linien’’.

Deze lijnen, ‘’Durchgangslinien’’ die de gehele ‘’Ring’’ bereden, waren lijnen die op het punt waar zij de ‘’Ring’’ opreden ook weer afreden.
Dit waren in 1981 de lijnen A, AK, B, BK, 25K en 25R.
De opheffing van deze lijnen werd veroorzaakt door de ingebruikname van een verlenging van metrolijn U1 van de binnenstad naar ‘’Praterstern’’. Dit betekende dat het bovengrondse tramverkeer door de ‘’Praterstraße’’ werd opgeheven. Het ging ‘slechts’ om een afstand van 1500 meter maar deze ingreep was daarom zo desastreus omdat juist de lijnen uit deze straat allemaal ‘’Ring-rund’’ reden.
Eén van de grote nadelen was dat men nu alleen nog met overstappen het grote beursterrein (‘’Messegelände’’) en het ‘’Ernst Happel Stadion’’ vanuit het centrum kon bereiken.
De lijnen 25K en 25R waren in 1956 in dienst gekomen als versterking van lijn 25 in de spitsuren. Het toegenomen verkeer van de ‘’Ring’’ naar het stadsdeel ‘’Kagran’’ maakte dit nodig. Op het moment van deze ingebruikname bereikte de Weense tram haar record wat betreft het hoogste aantal naoorlogse tramlijnen, nl. 89.
- De nieuwe lijnen 1 en 2

Na de opheffing van het tramverkeer in de ‘’Praterstraße’’ werden in 1981 twee veranderingen gepland die als ‘’Durchgangslinien’’ het verlies van directe verbindingen enigszins zou moeten goedmaken. Lijn 43 (uit ‘’Neuwaldegg’’) zou de ‘’Ring’’ tegen de klok in rondrijden, en de letter H krijgen, en lijn 26 (van de ‘’Stadtlauer Brücke’’) zou de ‘’Ring’’ met de klok mee berijden en de letter A krijgen. Op het moment dat al nieuwe stadskaarten waren gedrukt waarop deze veranderingen te zien waren, besloot het ‘’Verkehrsverbundes Ost-Region (VOR)’’, dat net als in bijvoorbeeld Nederland de regio Haaglanden, verantwoordelijk werd voor al het openbaar vervoer in Oost-Oostenrijk, geen tramlijnen met letters meer te willen.
Vreemd want rond die tijd werd ook weer een nieuwe lijn N (zie boven) ingesteld.
Lijn A werd daarmee 1 en lijn H werd 2.
Deze beslissing kan gezien worden als de grootste inbreuk op de systematiek van de Weense lijnnummers en doorkruist alle in het systeem bruikbare logica. 
Een paar jaar later werd duidelijk dat de lijnvoering van de nieuwe lijnen ongelukkig was en splitste men de lijnen weer. Lijn 43 werd weer zichzelf en lijn 1 werd ‘’Ring-rund’’ tegen de klok in. In 1986 was het ook gedaan met lijn 26 in de hier beschreven vorm. Ze kreeg het nieuwe nummer 21 en lijn 2 werd ‘’Ring-rund’’ met de klok mee. De discussie tussen de Weense tramliefhebbers en hobbyisten over deze maatregelen is nog niet voorbij. Zo werd voorgesteld de lijnen 1R en 2T te noemen aangezien 1 rechtsom de ‘’Ring’’ rijdt en 2 linksom.
- Veranderingen bij de ‘’Hunderterlinien’’

‘’VOR’’ besloot dat alle lijnen boven de 100 vergeven zouden worden aan regionale buslijnen en daarom moesten Weense tramlijnen hoger dan 100 andere nummers krijgen. Op dat moment (1984) waren van de eens tientallen van deze lijnen alleen de lijnen 331 en 132 over die de nummers 31 en 32 kregen.
- De geplande lijnen 3 en 4

In 1984 wilde ‘’VOR’’ ook van de lijnen 52 en 58 ‘’Durchgangslinien’’ inrichten en zij zouden dan de nummers 3 en 4 krijgen. Dit plan ging echter niet door omdat men geen mogelijkheid zag de nodige nieuwe tramrails in te passen. In 1993 werden de lijnen door de ‘’Mariahilfer Straße’’ opgeheven (door de ingebruikname van metrolijn U3) en vervielen 52 en 58 naar de ‘’Ring’’.
- De lijnen 26 en 67

Weer een grote afwijking van het hele systeem kan worden vastgesteld bij de lijnen 26 en 67.
Lijn 67 is feitelijk de her-indienststelling van een combinatie van twee radiale lijnen. Dit was al eerder vertoond met lijn G.
Vanwege de opening van de eerste Weense metrolijn U1 in 1978 werd het tramverkeer via de ‘’Reumannplatz’’ naar het stadscentrum opgeheven. Twee lijnen verloren daarmee hun directe verbinding van een stadswijk met het stadscentrum: de lijnen 66 en 67. Beide delen werden met elkaar verbonden via de ‘’Reumannplatz’’ en als lijn 67 ingesteld. 
Deze grote afwijking binnen de systematiek had opgevangen kunnen worden door een duidelijke verwijzing naar het ‘’Durchgangslinie’’-principe van de nieuwe lijn - dus een letter - met een combinatie van een tangentiale lijn (in dit geval 6) tot bijvoorbeeld P6. ‘P’ omdat dit de letter was van een lijn die ingedeeld was in zuidelijk richting te rijden.
Men had ook zodanig de lijnfilm kunnen instellen dat de lijn op de ‘’Reumannplatz’’ van 66 op 67 overging (en vice versa).
- De lijnen vanaf 21 tot 29 en de nieuwe 26

Deze lijnen zijn altijd binnen de lijnnummersystematiek nogal excentrisch geweest omdat zij in het gebied tussen het ‘’Donaukanal’’ en de Donau zelf opereerden. Lijn 26 werd uiteindelijk door de vele nieuwe metroverbindingen een lijn die op dezelfde leest is geschoeid als lijn 67 - in dit geval een combinatie van 25 en 26 - maar het meest curieuze is dat ze bijna dezelfde route rijdt als de oorspronkelijke lijn 17. Díe nummering had dan natuurlijk veel meer voor de hand gelegen.

## Opheffing van tramlijnen
- Opgeheven tussen 1907 en 1909

CT en 53 
- Opgeheven tussen 1910 en 1919

AR - BR - CA - E - EK - ER - E8 - K - O2 - R - R2 - S - TR - VC - W4 - Z - 11 - 12 - 160 - 68 - 70 - 79 - 82
- Opgeheven tussen 1920 en 1929

G - S2 - S8 - U8 - Z8 - 1 - 2K - 113 - 131 - 42A - 55 - 56
- Opgeheven tussen 1930 en 1939

C5 - J2 - 27 - 38/5 - 50 - 157 - 64 - 77
- Opgeheven tussen 1940 en 1949

E - H - M - N - NK - S18 - V - 3 - 4 - 8/49 - 12 - 14 - 15 - 121 - 28 - 34 - 51 - 54 - 78/80 - 180
- Opgeheven tussen 1950 en 1959

L - P - 8/36 - 24K - 24R - 37/40 - 158 - 63 - 81
- Opgeheven tussen 1960 en 1969

C - F - TK - 2 - 7 - 13 - 117 - 118 - 24 - 40 - 41A - 47 - 48 - 57 - 260 - 360 - 61 - 162 - 165 - 72 - 73 - 75/78 - 80 - 181
- Opgeheven tussen 1970 en 1979

T - 106 - 11 - 16 - 17 - 17A - 17/16 - 217 - 317 - 231 - 33 - 36 - 39 - 45/46 - 59 - 62/8 - 66 - 67 - 167 - 69 - 74 - 75
- Opgeheven tussen 1980 en 1989

A - AK - B - BK - E2 - G2 - H2 - T - 8 - 10/58 - 21 - 22 - 25K - 25R - 25/26 - 331 - 132 - 78
- Opgeheven tussen 1990 en 1999

31/5 - 32 - 60/62 - 64
- Opgeheven vanaf 2000

25 - 35 - 61 - 72 - N - J - 1(als Ringlijn) - 2(als Ringlijn) - 65